# Ignazio Lupi
Pour les articles homonymes, voir Lupi.
Ignazio Lupi, né le 11 décembre 1867 à Rome et mort le 14 décembre 1942 dans cette même ville, est un acteur et réalisateur italien.

## Filmographie

### Comme acteur
- 1912 : Anne Marie (Anna Maria)
- 1912 : Cœur d'acier
- 1912 : Désillusion (Disillusione) de Gustavo Serena
- 1912 : En pâture aux lions (In pasto ai leoni) d'Enrique Santos
- 1912 : Force et fourberie (Forza ed astuzia)
- 1912 : Gaspard (Gaspare)
- 1912 : Honneur au temps de l'Empire (Pro patria mori) d'Enrico Guazzoni
- 1912 : La Dette payée (Debito pagato)
- 1912 : La matrigna
- 1912 : La Rose de Thèbes (La rosa di Tebe) d'Enrico Guazzoni
- 1912 : Le Pays qui fermente (Nella terra che divampa) d'Enrico Guazzoni
- 1912 : Quand une femme veut (Quando la donna vuole...)
- 1912 : Qui s'y frotte, s'y pique (Tra moglie e marito) de Gustavo Serena
- 1912 : Sacrifice fraternel (Altruismo)
- 1912 : Sauvée (Salvata)
- 1912 : Quo vadis ? d'Enrico Guazzoni : Aulus
- 1913 : Après la mort (Dopo la morte) de Giulio Antamoro
- 1913 : Entre hommes et fauves (Fra uomini e belve) de Giulio Antamoro : Tom
- 1913 : La Dame de pique (La dama di picche) de Baldassarre Negroni
- 1913 : La Femme est une ombre (La donna è come l'ombra) de Giulio Antamoro : Daniel Sage
- 1913 : La Porte close (La porta chiusa) de Baldassarre Negroni
- 1913 : Le Contraste (Contrasto)
- 1913 : Mains inconnues (Le mani ignote) d'Enrique Santos
- 1913 : Marc-Antoine et Cléopâtre (Marc'Antonio e Cleopatra) d'Enrico Guazzoni : Augustus Caesar Ottaviano
- 1913 : Ombre et Lumière (Ombra e luce) de Baldassarre Negroni
- 1913 : Metempsicosi de Giulio Antamoro : Rinaldi
- 1913 : Pour de l'or (Sulla via dell'oro)
- 1913 : Une tragédie au cinéma en carnaval (Una tragedia al cinematografo)  d'Enrico Guazzoni
- 1913 : La duchessa Nichilista de Giulio Antamoro
- 1913 : Zuma de Baldassarre Negroni
- 1914 : Cabiria de Giovanni Pastrone : Arbace
- 1914 : I misteri del castello di Monroe d'Augusto Genina
- 1914 : Il dovere
- 1914 : Jules Caesar (Giulio Cesare) d'Enrico Guazzoni
- 1914 : La Parole qui tue (La parola che uccide) d'Augusto Genina
- 1914 : Mesti ricordi
- 1914 : Serment de haine (Retaggio d'odio) de Nino Oxilia
- 1915 : Bambola e bambini
- 1915 : Colei che doveva morire de Giulio Antamoro
- 1915 : Vette del Trentino de lui-même
- 1916 : A guardia di Sua Maestà de Baldassarre Negroni
- 1916 : Alla capitale de Gennaro Righelli
- 1916 : Christus de Giulio Antamoro
- 1916 : Dolore senza gioia
- 1916 : I briganti de Percy Nash
- 1916 : Il potere sovrano de Percy Nash et Baldassarre Negroni
- 1916 : Jou-Jou de Baldassarre Negroni
- 1916 : La caccia ai milioni de Baldassarre Negroni
- 1916 : La morsa d'Emilio Ghione
- 1916 : La Rose de Grenade (La rosa di Granata) d'Emilio Ghione
- 1916 : Primo ed ultimo bacio de Gennaro Righelli
- 1916 : Sul trapezio de Percy Nash
- 1916 : Sulla strada maestra de lui-même
- 1917 : C'era una volta de Gennaro Righelli
- 1917 : Come le foglie de Gennaro Righelli
- 1917 : Il bacio dell'arte
- 1917 : Il numero 121 d'Emilio Ghione
- 1917 : Il triangolo giallo d'Emilio Ghione
- 1917 : La cuccagna de Baldassarre Negroni : Mareuil
- 1917 : La donna di cuori de Baldassarre Negroni
- 1917 : La via della luce de Baldassarre Negroni
- 1917 : Un dramma ignorato d'Emilio Ghione
- 1918 : Il doppio volto de Giulio Antamoro
- 1918 : Leda sans cygne (Leda senza cigno) de Giulio Antamoro
- 1918 : Sole! de Giulio Antamoro
- 1918 : Una peccatrice de Giulio Antamoro
- 1919 : Io te uccido! de Giulio Antamoro : Joe Welton
- 1919 : Le Friquet (Friquet) de Gero Zambuto : un ami d'Uberto
- 1920 : Dopo il suicidio de Giulio Antamoro
- 1920 : Il dossier di sua eccelenza d'Ubaldo Maria Del Colle
- 1920 : L'altra razza d'Augusto Camerini
- 1920 : L'ultimo romanzo di Giorgio Belfiore de Charles Krauss
- 1920 : La bambola infranta de Giulio Antamoro
- 1920 : La pecorella de Pio Vanzi
- 1920 : La tartaruga del diavolo de Pio Vanzi
- 1920 : Marta Galla d'Ubaldo Maria Del Colle
- 1920 : Un cuore nel mondo d'Amleto Palermi : Samuele Sarkas
- 1921 : Don Carlos de Giulio Antamoro
- 1921 : I figli di nessuno d'Ubaldo Maria Del Colle
- 1921 : L'arte nel suo mistero de Giulio Antamoro
- 1921 : L'Ingénu (L'ingenuo) d'Ugo Falena
- 1921 : Ma non è una cosa seria d'Augusto Camerini
- 1922 : La casa sotto la neve de Gennaro Righelli
- 1923 : Sant'Ilario de Henry Kolker
- 1925 : La cavalcata ardente de Carmine Gallone

### Réalisateur
- 1915 : Anny Stella
- 1915 : La fiammata
- 1915 : Vette del Trentino
- 1916 : L'inesorabile
- 1916 : Maestro Fulgenzio
- 1916 : Non per te!
- 1916 : Sulla strada maestra
- 1919 : Mala pasqua